# Jean-Baptiste Dumonceau
Jean-Baptiste Dumonceau, greve de Bergehdahl, född 7 november 1760, död 29 december 1838, var en belgisk militär.
Dumonceau var ursprungligen arkitekt. Han utmärkte sig under belgiernas uppror mot Josef II men måste fly till Frankrike. I spetsen för en bataljon belgiska frivilliga deltog han i Belgiens erövring av fransmännen, och utmärkte sig i slagen vid Jemappes och Neerwinden och blev 1793 generalmajor. 1794 blev han generallöjtnant i Bataviska republikens tjänst, slog Dumonceau 1799 den brittisk-ryska armén vid Bergen, vilket förlänade honom grevetiteln. Han deltog därefter i fälttågen i Tyskland och blev 1807 marskalk av Holland. Under 1813 års fälttåg blev Dumonceau fången i Dresden, återvände efter de hundra dagarna till Bryssel men fick avsked.